# Mont Echigo-Komagatake
Le mont Echigo-Komagatake ou Uonuma-Komagatake (越後駒ヶ岳 ou 魚沼駒ヶ岳) est une montagne culminant à 2 003 m d'altitude à la limite des municipalités de Uonuma et Minamiuonuma dans la préfecture de Niigata au Japon. C'est l'une des 100 montagnes célèbres du Japon. Avec le Nakanodake et le mont Hakkai, le mont Echigo-Komagatake est également l'une des trois grandes montagnes d'Echigo, l'ancien nom de cette zone de la préfecture de Niigata.

## Géographie
Le mont Echigo-Komagatake se trouve au centre des monts Echigo, chaîne de montagnes qui s'étend sur les préfectures de Niigata, Fukushima et Gunma. Entre la fin de l'automne et le début du printemps, de grandes quantités de neige tombent dans cette région en raison des vents en provenance de Sibérie, avec une moyenne de 3 à 4 mètres de hauteur. Les avalanches ont érodé la surface de la montagne et formé des précipices abrupts, en particulier sur les versants ouest et nord. Les randonneurs peuvent rencontrer de la neige sur la montagne, même à la fin de l'été. Grâce aux fortes chutes de neige, cette montagne est la source de plusieurs rivières telles que la Kitanomata-gawa, la Mizunashi-gawa et la Sanashi-gawa qui se jettent toutes dans la mer du Japon. Ces abondants quantités d'eau sont employées pour les rizières et l'hydroélectricité.
Contrairement à la saison d'hiver, les étés sont chauds et humides et il y a des orages l'après-midi presque tous les jours pendant l'été. Les randonneurs doivent prêter attention à l'hyperthermie et à la foudre.